# Дыховичный, Владимир Абрамович
Влади́мир Абра́мович Дыхови́чный (12 (25) марта 1911, Москва — 24 июня 1963, Ростов-на-Дону) — русский советский писатель-сатирик, драматург, поэт и эстрадный чтец-декламатор. Участник авторского дуэта Дыховичный—Слободской, автор слов к известным песням из репертуара Л. О. Утёсова, К. И. Шульженко и других эстрадных исполнителей.

## Биография
Родился 12 (25) марта 1911 года в Москве, был старшим из трёх детей в интеллигентной еврейской семье. Его отец — инженер-строитель Абрам Ионович Дыховичный (1882, Каменец-Подольский — 1963, Москва), впоследствии профессор Московского горного института. Мать — Анна Моисеевна Дыховичная (1888—1981), зубной врач.

Начинал учиться в Московской горной академии, а заканчивал уже выделившийся из академии МГРИ (1931). Работал инженером-геологом в Донбассе, на Кавказе и Памире, затем окончил театральную студию А. Д. Дикого и стал эстрадным чтецом. Во время советско-финской войны выступал на фронте в составе 1-го фронтового эстрадного ансамбля ВГКО с исполнением собственных фельетонов и стихов советских поэтов, был дружен с поэтом К. М. Симоновым. В годы Великой Отечественной войны служил в блокадном Ленинграде, работал во фронтовой бригаде Л. Б. Мирова на Северном флоте, начал сочинять сцены для других эстрадных артистов. В это же время был приглашён в Московский театр миниатюр, где стал постоянным автором дуэта М. В. Мироновой и А. С. Менакера. В 1942 году во фронтовом филиале Театра имени Е. Б. Вахтангова был поставлен водевиль В. А. Дыховичного «Свадебное путешествие», который он впоследствии переработал вместе с М. Р. Слободским. В 1943 году в Ленинградском театре комедии была поставлена пьеса Дыховичного «Братишка». 

В. А. Дыховичный на фронте

Тогда же написал пьесу «Шумят леса» и героическую поэму «Линия Сталина».
Начиная с 1945 года (с пьесы «Факир на час») В. А. Дыховичный на протяжении восемнадцати лет работал в соавторстве с М. Р. Слободским. В это время были созданы «Человек с того света», «Воскресение в понедельник», «200 тысяч на мелкие расходы», «Ничего подобного», «Женский монастырь» и другие пьесы, сатирические стихи, пародии, фельетоны. Помимо пьес творческим дуэтом Дыховичный—Слободской были написаны и другие эстрадные произведения в различных жанрах для пародийного театра «Синяя птичка», Московского театра миниатюр, Театра эстрады. Среди них как отдельные эстрадные номера, так и целые эстрадные программы — «Вместо концерта» для А. И. Шурова и Н. Н. Рыкунина (1953), «Вот идёт пароход» для театра сада «Эрмитаж» (в соавторстве с Б. С. Ласкиным, 1953), «Кляксы» для Мироновой и Менакера (1960), пьесы для Московского мюзик-холла «Москва—Венера, далее везде…» (1961) и «Тик-так, тик-так» (1962), водевиль «Гурий Львович Синичкин» (1963) для Ленинградского театра комедии (с В. З. Массом и М. А. Червинским, на музыку Н. В. Богословского).
В. А. Дыховичным были написаны стихи к большому количеству известных песен, в том числе «Весёлый танкист» (1943) и «Поезд идёт в Чикаго» (1945) на музыку А. Н. Цфасмана; «Два Максима» (Так, так, так — говорит пулемётчик; так-так-так — говорит пулемёт…, 1943) и «Морской козёл» (1945) на музыку С. А. Каца; «Днём и ночью» (с М. Р. Слободским), «Морская песенка» (На кораблях ходил бывало…, с М. Р. Слободским), «Песня старого портного», «Солдатский вальс» (Когда мы вернёмся домой…) и «Ермолова с Чистых прудов» (с М. Р. Слободским и другими) на музыку Никиты Богословского (исполняли Леонид Утёсов и Эдит Утёсова, Марк Бернес, Нина Пантелеева, Алла Пугачёва); «Машенька-Дашенька», «Песня космонавтов» (1962) и «Перед дальней дорогой» (1962) на музыку Матвея Блантера (все с М. Р. Слободским); «Мишка-Одессит» («Ты одессит, Мишка», 1942), «Четыре музыканта» и «Молчаливый морячок» на музыку Михаила Воловаца (исполняли Леонид и Эдит Утёсовы); «Старушки-бабушки» (с М. Р. Слободским, 1948) и «Ленинградские мосты» (с М. Р. Слободским) на музыку Модеста Табачникова (исполнял Леонид Утёсов); «Добрый день» (1959) и «Вас хочу будить утром» на музыку Эдуарда Колмановского (обе — с М. Р. Слободским, исполняли Иосиф Кобзон, Алла Йошпе, Алиса Фрейндлих, Владимир Трошин); «Маленькая Валенька» на музыку Бориса Фомина; «Россия» на музыку Василия Соловьёва-Седого (исполняла Клавдия Шульженко); «Партизаны» на музыку А. Гариса (исполняла Клавдия Шульженко); «Плохо варит котелок» на музыку Николая Минха; «Телеграммы» на музыку Нины Иллютович (исполняла Эдит Утёсова); «Аннушка» на музыку Д. В. Ашкенази (для дуэта Шуров и Рыкунин). Ряд песен на музыку Никиты Богословского были также созданы для картины «Факир на час».
Совместно с Морисом Слободским автор сценария к художественным фильмам «Жених с того света» (1958) режиссёра Л. И. Гайдая и «Приятного аппетита» (1961) режиссёра В. Г. Семакова, короткометражного фильма «Фонтан» (1955) режиссёра Э. П. Гарина. По его водевилю был снят фильм «Жили три холостяка» (1973).
Произведения В. А. Дыховичного и М. Р. Слободского были изданы в совместных сборниках «Факир на час» (водевиль, 1946), «Маг и универмаг» (библиотека «Крокодила», с иллюстрациями Б. Е. Ефимова, 1948), «Агент» (комедия, 1949), «Дорожные знаки» (сатирические стихи, 1951), «Кто сеет ветер» (сатирические стихи, 1952), «О сегодняшней нашей весне: Литературно-музыкальное обозрение» (1952), «Похождения Петухова» (сатирические рассказы, библиотека «Огонька», 1954), «Стакан воды» (сатирическая повесть, 1955), «По личному вопросу» (сатирические стихи, 1957), «Бесполезные ископаемые» (сатирические стихи, 1958), «200 тысяч на мелкие расходы» (комедия, 1959), «Ничего подобного» (комедия, 1960), «Следующий номер программы» (сатира и юмор для эстрады, 1960), «Москва—Венера, далее везде…» (феерия-буфф, 1961), «Кляксы» (1961), «Три истории о любви» (1962), «Женский монастырь» (1962), «На земле, в небесах, на море: Сатирические стихи и немного прозы» (библиотечка «Крокодила», 1962), «Разные комедии» (1965). Самостоятельно В. А. Дыховичный опубликовал фельетоны в стихах «Честное слово» (1946).
Близкими друзьями В. А. Дыховичного были К. М. Симонов, М. Р. Слободской, М. В. Миронова и А. С. Менакер (с их сыном Андреем встречалась дочь Дыховичных Галина), Б. С. Ласкин, Н. В. Богословский.
Умер 24 июня 1963 года в Ростове-на-Дону, где он вместе с Морисом Слободским работал над постановкой мюзикла «Москва—Венера, далее везде…». Похоронен в Москве на Новодевичьем кладбище (участок № 8).

## Использование сюжетов
В РГАЛИ хранится клавир 1-го действия незаконченной лирико-комической оперы С. С. Прокофьева «Далёкие моря» (1948), либретто к которой составлялось композитором в соавторстве с М. А. Прокофьевой-Мендельсон (sic) по пьесе «Свадебное путешествие».

## Награды
- орден Красной Звезды (3.5.1943)
- медаль «За оборону Советского Заполярья» (18.6.1945)

## Семья
- Жена — Александра Иосифовна Дыховичная (урождённая Синани, 1920—1980), балерина в Театре имени К. С. Станиславского.
  - Сын — Иван Владимирович Дыховичный (1947—2009), режиссёр.
    - Внук — Владимир Иванович Дыховичный (1988—2019), актёр и музыкант.
- Брат — Юрий Абрамович Дыховичный, советский конструктор и архитектор, профессор и заведующий кафедрой архитектурных конструкций Московского архитектурного института.
- Сестра — Нина Абрамовна Дыховичная (1914—2006), архитектор и инженер-конструктор,  преподаватель Московского архитектурного института, главный специалист ЦНИИЭП жилища, автор проекта инженерной конструкции гостиницы «Украина» в Москве, заслуженный строитель России.
- Внучатые племянники — радиоведущие «Эха Москвы» Алексей Алексеевич Венедиктов и Алексей Валерьевич Дыховичный (внуки Н. А. Дыховичной).

## Книги (с Морисом Слободским)
- Дорожные знаки. Сатирические стихи. Библиотека Крокодила. Москва: Правда, 1951.
- Кто сеет ветер… Сатирические стихи. Москва: Советский писатель, 1952.
- О сегодняшней нашей весне: Литературно-музыкальное обозрение в 1 действии. Москва: Искусство, 1952.
- Стакан воды. Юмористическая повесть. Москва: Молодая гвардия, 1955.
- Бесполезные ископаемые. Москва: Советский писатель, 1958.
- Следующий номер программы. Сатира и юмор для эстрады. Москва: Искусство, 1960.
- На земле, в небесах и на море. Сатирические стихи и немного прозы. Библиотека Крокодила. Москва: Правда, 1962.
- Разные комедии (Человек с того света, Факир на час, Воскресенье в понедельник, 200 тысяч на мелкие расходы, Ничего подобного). Москва: Советский писатель, 1965.

## Книги (без соавторов)
- Честное слово: Фельетоны в стихах. Москва: Всесоюзное управление по охране авторских прав, 1946.
- Маг и универмаг. Иллюстрации Бориса Ефимова. Библиотека Крокодила. Москва: Правда, 1948.